# 阿尼昆斯
阿尼昆斯是巴西戈亚斯州的一个市镇。总面积961.608平方公里，总人口19159人，人口密度19.9人/平方公里。